# Wim Vaal
Wilhelmus Theodorus Johannes "Wim" Vaal (Zaltbommel, 14 augustus 1901 – Zeist, 19 mei 1980) was een Nederlands voetbaltrainer.
Wim Vaal was samen met Karel Kaufman een van de eerste twee officiële voetbaltrainers sinds de KNVB in 1933 was gestart met examens voor het diploma oefenmeester.
Hij heeft voor Hercules in Utrecht gespeeld en is voor die club ook voetbaltrainer geweest. In de jaren 1940 was hij trainer van de jeugd van Ajax, waar hij onder meer de jeugdspelers Cor van der Hart, Rinus Michels en Eddy Pieters Graafland onder zijn hoede had. Ook was hij trainer van VVA (tot 1950), Veendam (1950–1952), AGOVV (1952–1955), AFC (1955–1956), Velocitas (1956–1957), Zeist (1957–1959) en De Zwarte Schapen (1962–1963). 
In 1964 was Vaal op bijna 63-jarige leeftijd kortstondig trainer van Eredivisieclub Blauw-Wit. Van 1964 tot 1968 was hij de coach van Hilversum in de Tweede divisie.
Wim Vaal was de vader van de Nederlands kampioene verspringen Imke Vaal (1934–2018). Hij overleed in 1980 op 78-jarige leeftijd.